# ディアブロIV
ディアブロIV（Diablo IV）は、ブリザード・エンターテイメントが開発するディアブロシリーズの4作品目である。『ディアブロ4』と表記されることもある。
「ディアブロIII Reaper of Souls」から数十年後の世界が舞台となる。
また、本作では魔王三兄弟の長男・メフィストの娘にして、作中世界サンクチュアリの創造者でもあるリリスが登場する。

## システム
従来からのハックアンドスラッシュ要素に加え、オープンワールド要素、PvP要素などがある。

## クラス
- バーバリアン
- ソーサレス
- ローグ
- ドルイド
- ネクロマンサー

## 沿革
- 2023年6月2日 8:00 (JST)、6月6日の正式リリースに先立ち、先行アクセスが開始された[7]。
- 2023年6月6日 8:00 (JST)、正式リリースされた[7]。

## 開発
当初、本作のディレクターはLuis Barrigaが務めていたが、アクティビジョン・ブリザードにおけるハラスメント問題に関連して2021年8月に退社を発表する。
これに伴い、同作のリードデザイナーのJoe Shelyがディレクターを兼任することになった。

## 評価
Metacriticで、87の評価を得た。